# あかねちゃんOVER DRIVE
『あかねちゃんOVER DRIVE』（あかねちゃんオーバードライブ）は、集英社『ぶ〜け』及びその増刊誌にて読切掲載・短期連載されていた、桃栗みかんの少女漫画作品。他の読切作品を同時収録しながら、単行本は全2巻発売されている。

## 概要
所謂TSFと呼ばれるジャンルに入るドタバタ系ラブコメディで、淡白な絵柄が多い一般的な少女漫画と比べると描き込みが緻密で、男性向けのお色気シーンが多かったりと、作者が改名後に発表した作品に通ずる作風が既にこの時点で垣間見られる。主人公が外見は女性・中身は男性という事から、例えば、キャラクターの一方は男女間の恋愛感情と思っていても、一方は同性愛と思っているという様に、TSFの構図を上手くコメディに活かしている。
その他、単行本には「催眠戦士アキラくん」、「other side A girl」、「目覚めのKISSとテディベア」の読切3作が同時収録されている。

## あらすじ
ぐうたらな浪人生の雨宮タカシは、ある日、浪人仲間の村井智と街に居た所、同じ名字のモデル・雨宮冬馬にぶつかられ転倒した事をきっかけに幽体離脱をしてしまい、意識不明で入院中の女子高生・萩原あかねの体に魂だけが入り込んでしまう。後に現れた霊界の使者から詳しく事情を聞かされた彼は、天国で逃走中の彼女の魂を見つけるまで、萩原あかねとして過ごす事に。

## 登場人物
萩原あかね（はぎわら　あかね）
魂だけが死亡中の「百合の花女学園」に在籍する女子高生。1ヶ月間意識不明状態が続いていた彼女の体に雨宮タカシの魂が入り込む所から物語は始まるが、体に入り込む人物は後に変わってしまう。短髪・巨乳の美少女で、家がかなりのお金持ち。本人の魂は天国で出会った好きな男と逃避行中で、物語中には全くと言っていい程出てこないが、礼儀正しい努力家で、水泳が苦手。無類の納豆好きだったらしい。
雨宮タカシ（あまみや　たかし）
19歳の浪人生。ガサツでブサイク、パチンコに興じるなど凡そ浪人生らしからぬ不良ぶりだが、一方で友達思いな所もある。終始彼の視点で物語が進むので、実質的にはこの作品の主人公。萩原あかねの体に入り込んだ事で恋愛観がこんがらがってしまう。両親は宝くじを当て世界を豪遊中で、アパートで一人暮らし。
雨宮冬馬（あまみや　とうま）
「メンズドンド」のモデルをこなす美形男子高校生。萩原あかねに一方的に恋愛感情を寄せており、中身がタカシだと知らずにあかねに言い寄ってくるばかりか、以前より活発な性格になった中身がタカシのあかねをより好きになってしまう。嘘をついて彼氏を名乗ったり、仕事を休んだり、襲おうとしたりと、あかねの事となると見境がなくなる。
村井智（むらい　さとる）
雨宮タカシの浪人仲間。タカシの体が入院した後も身辺の世話をする友達思いの性格。中身がタカシと知らずあかねを好きになるが、ほどなく事情を知り、後には彼があかねの体に入り込んでしまう事に。尚、彼と思しき名前だけが『いちご100%』に一瞬登場している。
静香（しずか）
「百合の花女学園」に在籍するあかねの同級生で、ロングヘアーの少女。あかねの体に入り込んだタカシに好意を寄せられるが、本人は全く事情を知らないのであかねに同性愛を寄せられていると勘違いする。ただ、困惑しながらもまんざらでもない様子。
雨宮夏未（あまみや　なつみ）
雨宮冬馬の妹。同じくモデルで、遊びには長けている模様。あかねと兄をくっつけようと一計を案じるなどブラコン気味。
霊界の使者（れいかいのししゃ）
あかねらが居る街一帯の死者の魂を管理するのが仕事のようで、あかねの体に入り込んだタカシの元に現れて状況を説明し、事態を収拾する為に天国を逃走中のあかねの魂を捕まえる事にする。あまり仏道へ帰依しているとは思えない行動が多く、本人は頑張っていると言うものの、仕事熱心には見えない。

## 同時収録作品
- 催眠戦士アキラくん（1巻収録）

ヒロイン・ちえみの元へ突然やってきた居候のアキラ君は、ちえみの父親から彼女が窮地に陥ると超人的な力を発揮して彼女を守る様、催眠術を施される。そうと知らずに彼に思いを寄せ始めるちえみは、助けてくれたのが催眠術のお陰と失望してしまうが…。
- other side A girl（2巻収録）

主人公の藤井ありすは事故で男性の肉体に入り込んでしまう。霊界の使者からはその男性として生きていく事を勧められるが、彼女には晴巳という恋人がおり、彼の元へ男性の肉体のまま現れ、彼女である事を解ってもらおうとする。タイトルのAの文字が指す様に、あかねちゃんシリーズの逆バージョンを意識した作品。
- 目覚めのKISSとテディベア（2巻収録）

周りからかっこいいとばかり言われる事に心の奥底ではコンプレックスを抱える大石つばさと、クマのぬいぐるみを抱えるナルシストでヘンテコな教師・城山のラブコメディ。

## 単行本
1. 1999年3月25日刊行、ISBN 4088470486
2. 2000年2月25日刊行、ISBN 4088471881